# Nikola II., papa
Nikola II., rođen kao Gerhard Burgundski, papa od 6. prosinca 1058. do 27. srpnja 1061. godine.